# Brasilianische Reisratte
Die Brasilianische Reisratte (Pseudoryzomys simplex) ist eine in Südamerika lebende Nagetierart aus der Gruppe der Neuweltmäuse.
Brasilianische Reisratten erreichen eine Kopfrumpflänge von 9 bis 14 Zentimeter und eine Schwanzlänge von 11 bis 14 Zentimeter, das Gewicht beträgt 30 bis 56 Gramm. Das Fell ist an der Oberseite braun oder gelbbraun, die Unterseite ist weißlich. Der lange Schwanz ist behaart, die Ohren sind klein und die Hinterfüße groß und mit Schwimmhäuten versehen.
Diese Nagetiere sind vom östlichen Bolivien über das westliche Paraguay und das nordöstliche Argentinien bis ins mittlere Brasilien verbreitet. Sie bewohnen offene, nicht bewaldete Lebensräume und sind stets in der Nähe von Wasser zu finden. Sie können gut schwimmen und halten sich zumindest teilweise im Wasser auf. Ansonsten weiß man über ihre Lebensweise kaum etwas. Laut IUCN ist die Art nicht bedroht, das ist aber veraltet.
Die Brasilianische Reisratte war zunächst nur anhand von Fossilfunden aus dem Pleistozän bekannt, ehe dann auch lebende Tiere gefunden wurden. Sie wurde zunächst in die Gattung der Reisratten (Oryzomys) gestellt, unterscheidet sich aber im Bau der Molaren, weswegen sie in einer eigenen, nahe mit den Reisratten verwandten Gattung geführt wird.